# Antonia Lehmann

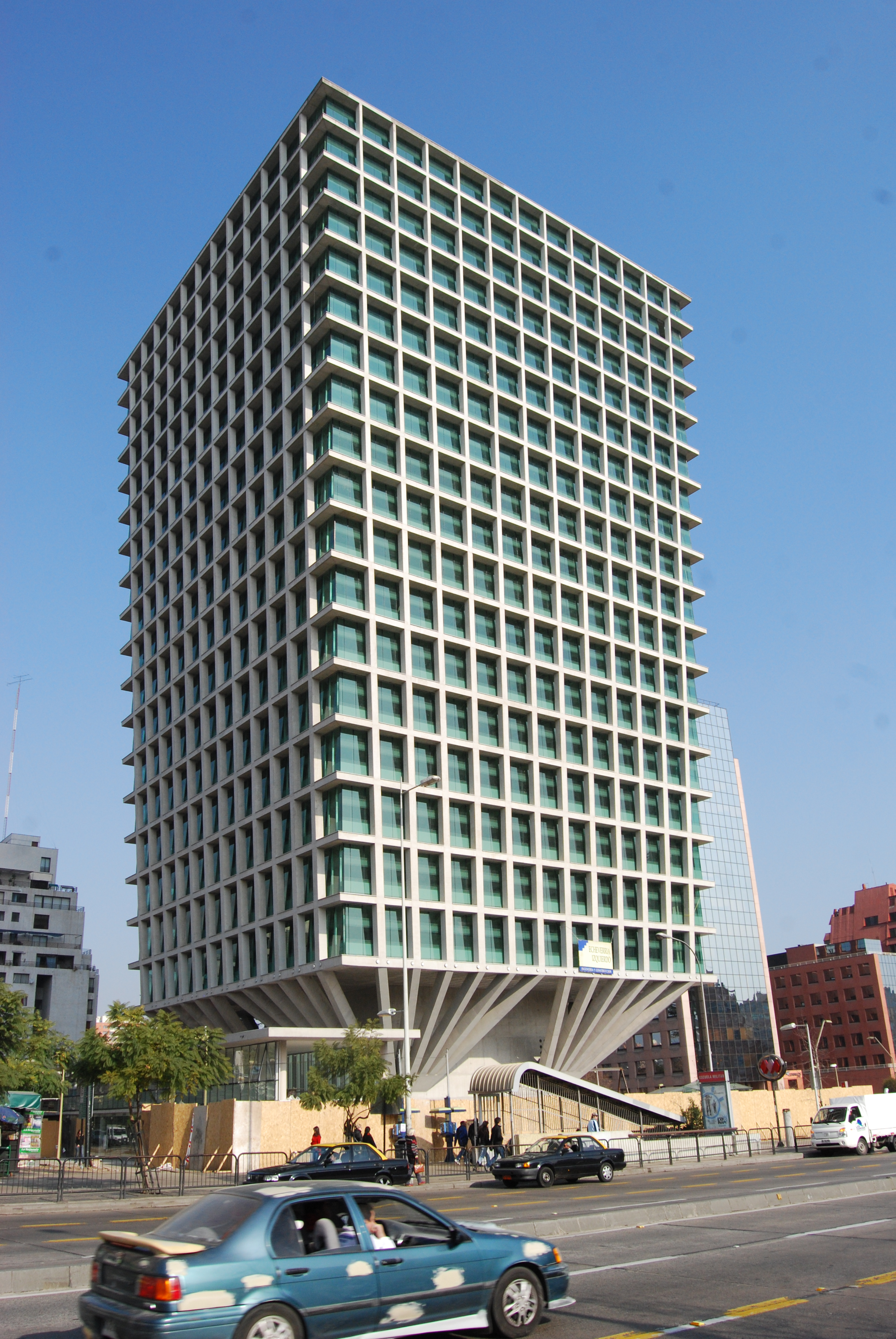
Edificio Cruz del Sur, Izquierdo y Lehmann

Antonia Amelie Lehmann Scassi-Buffa (27 de abril de 1955) es una arquitecta chilena. Socia en Izquierdo Lehmann Arquitectos. Fue la primera mujer que recibió el Premio Nacional de Arquitectura de Chile en 2004 que se entrega desde 1969.

## Primeros años
En 1977 se casó con su futuro socio Luis Roberto Izquierdo Wachholtz, con quien tuvieron 5 hijos.
Se tituló en la Pontificia Universidad Católica de Chile en 1981. Mientras cursaba la carrera trabajó durante 2 años en la oficina de Christian De Groote Córdova, quien fue un verdadero maestro para ella.

## Trayectoria
En el año 1984 junto a Luis Izquierdo Wachholtz formaron su propia oficina, abordando siempre encargos privados. En esos años comenzaron a desarrollar una estética donde el hormigón a la vista juega un papel singular, sin embargo, la mayoría de las veces lo utilizan pigmentando su materia para hacerlo más cercano a los clientes. Los arquitectos tienen una clara intención de recuperar una técnica que se había perdido desde la heroica modernidad representada con edificios como la CEPAL de Emilio Duhart.
A comienzos de los 90 ejecutaron junto a Raimundo Lira y José Domingo Peñafiel, el primer edificio de oficinas en hormigón visto (El Golf, en Las Condes, Santiago de Chile), con aristas verticales continuas impecables, lo que parecía imposible para la época en Chile.
Su estructura de trabajo, se basa en una oficina pequeña, de no más de 15 personas, lo que les permite controlar los proyectos personalmente, ocasionalmente se asocian con otras oficinas, pero siempre bajo la condición de que el proyecto se desarrolle bajo su dirección, siempre prefiriendo la calidad sobre la cantidad.
En el año 2011 el presidente Sebastián Piñera convocó a Lehmann para encabezar la Comisión Asesora Presidencial para la Nueva Política Urbana de Chile. Significó mucho trabajo que fue recompensado con el decreto presidencial que la aprobó el año 2014, para que luego la presidenta Michelle Bachelet formara en 2014 el Consejo Nacional de Desarrollo Urbano al que pertenece actualmente.

## Reconocimientos
A comienzos del siglo XXI los distinguieron con el Premio Nacional de Arquitectura 2004. Participaron además en la muestra “Tall Buildings” en el MoMA de Nueva York con su obra “Manantiales”, único edificio sudamericano expuesto.